# Peckia adolenda
Peckia adolenda är en tvåvingeart som först beskrevs av Guilherme A.M.Lopes 1935.  Peckia adolenda ingår i släktet Peckia och familjen köttflugor. Inga underarter finns listade i Catalogue of Life.